# Sannat (Málta)
Ta' Sannat egy 1729 lakosú helyi tanács a máltai Għawdex (Gozo) szigetén. Sannathoz tartozik a vele összeépült Ta' Ċenċ község is délkeleten.

## Története

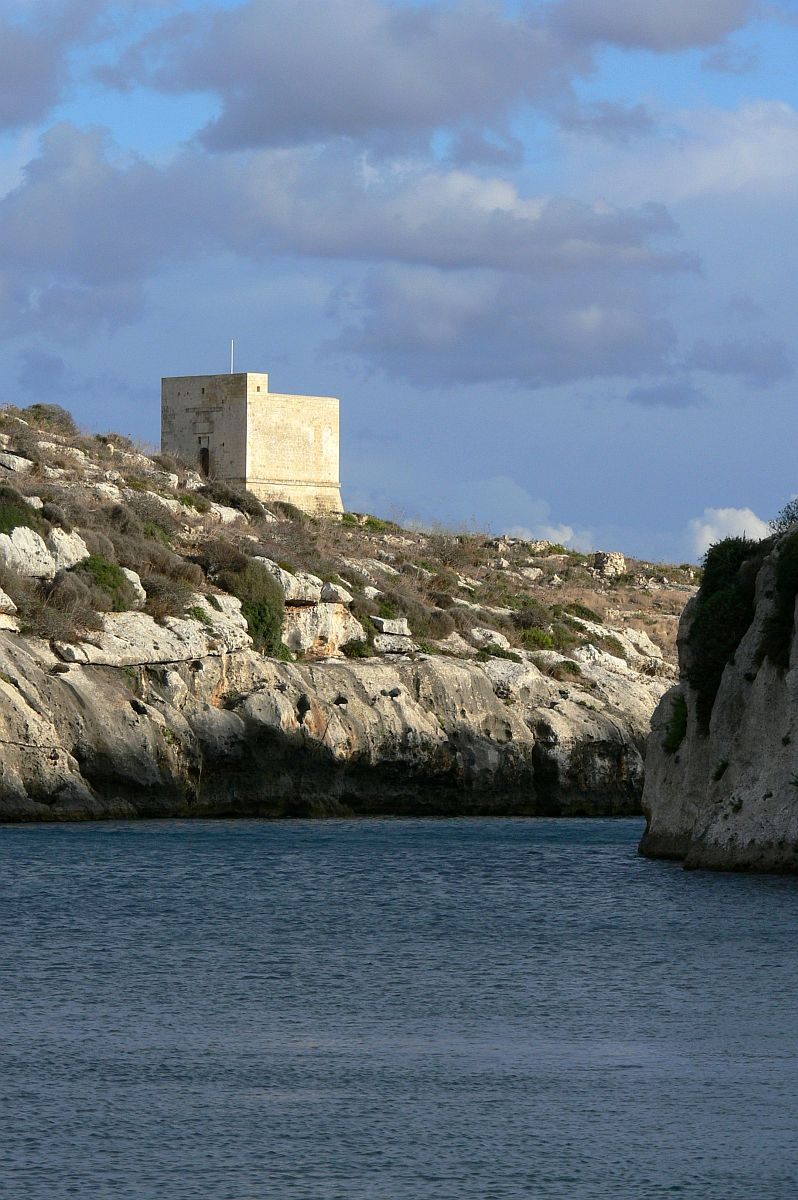
Mġarr ix-Xini tornya az öbölből

A területről szinte kizárólag történelem előtti emlékek ismertek. Legfontosabb ezek közül a Borġ l-Imramma templomrom, amelynek alig felismerhető maradványai közé tartozik egy menhir is. Található itt ezen kívül két bronzkori dolmen, amelyek temetkezési helyek részei lehettek, és jóval fiatalabbak a templomnál. Az ember korai megjelenésére utalnak még a területen található keréknyomok (cart ruts) is.
Legközelebbi emléke egy 1575-ben említett kápolna (a mai plébániatemplom helyén). Mġarr ix-Xini öblének védelmére 1658-ban Martín de Redín nagymester őrtornyot építtetett. Az 1667-es összeírásban 38 háztartásban 173 lakossal szerepel, ekkor hozzá tartozott Munxar, Xlendi és Fontana is. 1688. április 28-án e kápolna lett Ta' Sannat és Munxar plébániatemploma. Brichelot és Bremond térképén (1718) már szerepel Mġarr ix-Xini Migiar Scini néven. 1718 és 1755 között új templom épült az egyházközség számára, ezt 1860-ban kibővítették. 1876 áprilisában a walesi herceg a községbe látogatott, ez alkalomból tervezte meg Nikolo Zammit professzor Ta' Sannat címerét.
1910-ben a templom kupolát kapott. 1957-ben Munxar önálló plébánia lett. 1994 óta Málta helyi tanácsainak egyike.

## Önkormányzata
Ta' Sannatot az öttagú helyi tanács irányítja. A jelenlegi, hetedik tanács 2013-ban lépett hivatalba, 4 munkáspárti és 1 nemzeti párti képviselő alkotja.
Polgármesterei:
- Francis Cassar (1994-1997)
- Rose Anne Buttiġieġ (1997-1999)
- Anthony Mercieca (1999-2003)
- Carmel Camilleri (2003-2009)
- Philip Vella (2009-)

## Nevezetességei
- Mġarr ix-Xini öble és környéke

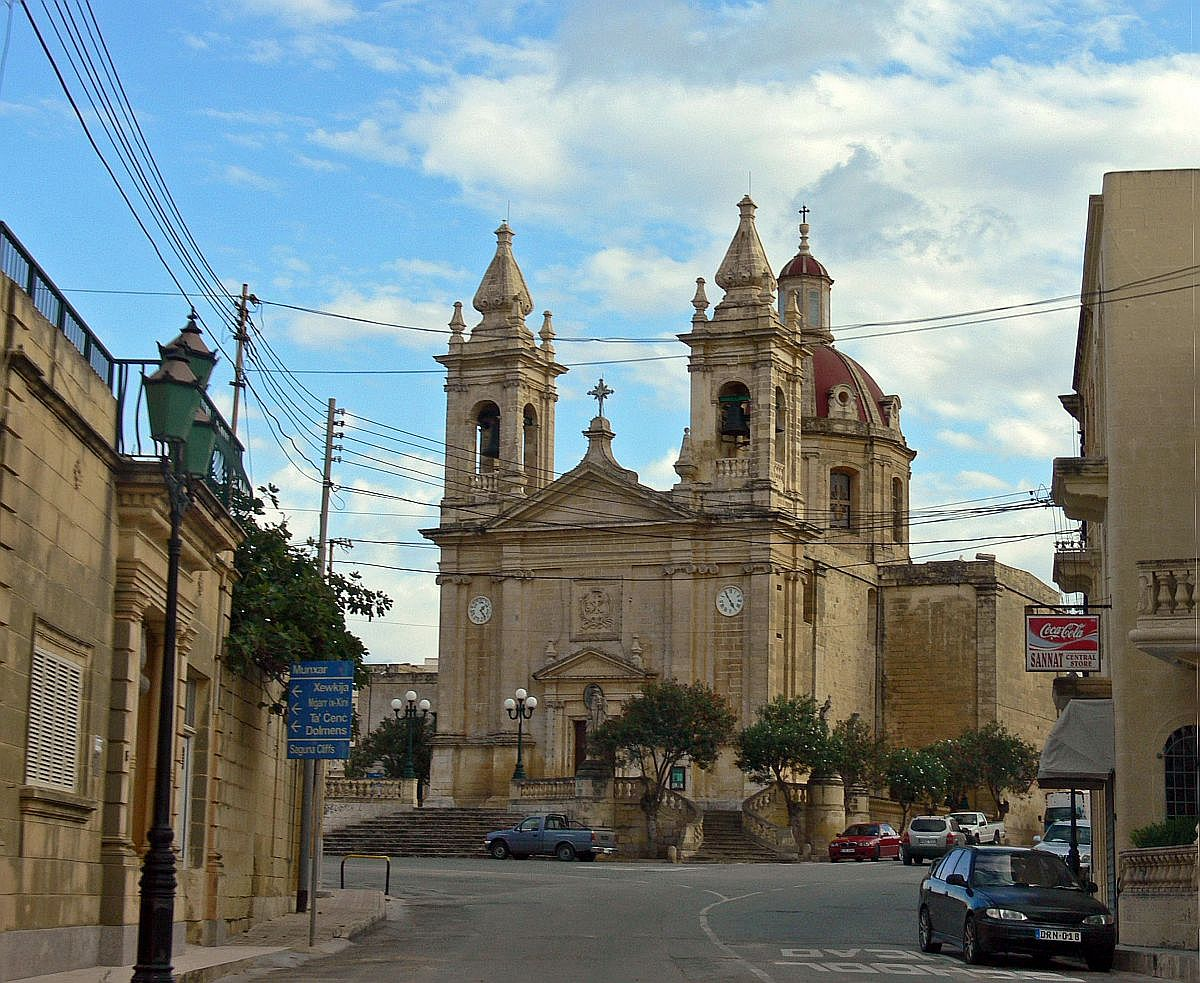
A Szt. Margit plébániatemplom

- Lace House (Csipkeház): a csipkeverők egyik központja
- Szent Margit-plébániatemplom (St. Margaret)
- Ta' Ċenċ sziklái: Gozo déli partját meredek sziklafalak alkotják
- Borġ l-Imramma templom: A Ta' Ċenċ-plató közepén álló romok kétséget kizáróan a kőkori templomok korából származnak. A környéken elszórtan több rom is található, közülük ez a legjelentősebb
- Ġebel Fessej (Fessej szikla): 15 méter magas függőleges sziklaoszlop Mġarr ix-Xini partja előtt. Kedvelt merülőhely[5]

## Kultúra és sport
Band clubja a Soċjetà Mużikali Santa Margerita V.M.. Színtársulata az Għaqda Drammatika Sannat. Egyházi szervezetek közül a M.U.S.E.U.M. fiúcsoportja van jelen a községben.
Egyetlen sportegyesülete a Sannat Lions Football Club, amely a gozói bajnokságban játszik.

## Közlekedés
Autóval Rabat és Xewkija felől vidéki utakon érhető el. A rabati buszpályaudvarról a 305-ös busz jár ide.